# John Earle Raven
John Earle Raven (Cambridge, 14 de diciembre de 1914 - Shepreth, 5 de marzo de 1980) fue un filólogo clásico inglés, conocido por su obra sobre la filosofía presocrática, y un botánico amateur.

## Biografía y obra científica

### Juventud y educación
John Raven nació el 14 de diciembre de 1914 en Cambridge, hijo del teólogo Charles Earle Raven, quien fue Regius Professor of Divinity (una de las cátedras más prestigiosas de la Universidad de Cambridge y maestro en el Christ's College de Cambridge. 
Se educó y alcanzó un first class degree en filología clásica en el Trinity College de Cambridge, donde, en 1946, recibió un puesto como research fellow (miembro investigador). En octubre de 1948, fue elegido miembro del King's College de Cambrige, puesto que mantuvo el resto de su vida.
Durante la Segunda Guerra Mundial, fue objetor de conciencia, apoyándose en argumentos de Platón. Se le asignó trabajo social sin salario en el settlement de la Oxford House en Bethnal Green, bajo la dirección de Guy Clutton-Brock.

### Filólogo clásico
Como filólogo clásico, los intereses de Raven se dirigían a la filosofía antigua. En 1957, publicó con G.S. Kirk el libro The Pre-Socratic philosophers, una obra modélica para estudiantes universitarios vigente durante los siguientes 25 años. Raven contribuyó a los capítulos relativos a la tradición itálica (Pitágoras, Alcmeón de Crotona, el pitagorismo pre-parmenídeo, Parménides de Elea, Zenón de Elea, Meliso de Samos, Filolao y Éurito) y sobre Anaxágoras, Arquelao y Diógenes de Apolonia. En la segunda edición de la obra, sin embargo, de 1983, Malcolm Schofield rehízo gran parte de estas secciones, dejando inalteradas, entre los aportes de Raven, sólo estas 3 últimas.
Como Senior Tutor en el King's College en los años 1960, convirtió la escuela a la izquierda, avisando a las public schools (en el Reino Unido, escuelas privadas) de que sus alumnos no podrían aprobar tan cómodamente como antes.
Raven fue el tutor universitario de Myles Burnyeat, que después llegaría a ser el quinto Laurence Professor of Ancient Philosophy en la Universidad de Cambridge.

### Botánico: El fraude Heslop-Harrison
Aunque la principal ocupación profesional de Raven fue su carrera como filólogo clásico, aplicó un rigor intelectual similar a su interés amateur en la botánica.
Desde mediados de los años 1930, John Heslop-Harrison, profesor de Botánica en el King's College de Newcastle-upon-Tyne, había informado de significativos nuevos descubrimientos de plantas en expediciones a las Hébridas Interiores y Exteriores. La pura magnitud de los descubrimientos suscitaba escepticismo, y en 1948 Raven obtuvo una beca del Trinity College para viajar a Harris y Rum en julio y agosto de dicho año, para investigar las afirmaciones de Heslop-Harrison.
Las conclusiones de Raven sobre dos de las especies notables se publicaron, brevemente, en Nature. Raven sugería que tanto Carex bicolor como Polycarpon tetraphyllum eran nuevas en Rum, pero no comentó nada sobre los posibles medios por los que se habían introducido en la isla. Su informe completo sobre la expedición y el fraude se depositó en la biblioteca del King's College de Cambridge y sólo se publicó en su totalidad en 1999, tras las muertes tanto de Heslop-Harrison como de su hijo Jack Heslop-Harrison y del propio Raven. En el informe, Raven alegaba que, en algún momento en los años 1940, Heslop-Harrison transportó plantas foráneas a la isla de Rum y las plantó; después, «descubrió» las plantas, afirmó que eran indígenas de la zona y que él era el primero en haberlas encontrado. En su informe al consejo del Trinity College, Raven declara: «En interés no sólo de la verdad sino también de la reputación de la ciencia británica, es esencial descubrir de alguna manera qué plantas e insectos [Heslop-Harrison] se ha inventado completamente o bien ha introducido deliberadamente en las Hébridas».
Los intereses clásicos y botánicos de Raven se combinaron en cuatro lecciones que impartió en Cambridge en 1976, publicadas después de su muerte como Plants and Plant Lore in Ancient Greece.

### Familia
Raven se casó con Constance Faith Alethea Hugh Smith; tuvieron cinco hijos: Anna Raven, Andrew Raven, Hugh Raven, Sarah Raven y Jane Raven.
John Earle Raven falleció el 5 de marzo de 1980 en Shepreth, cerca de Cambridge, a la edad de sesenta y cinco años.
- La abreviatura «Raven» se emplea para indicar a John Earle Raven como autoridad en la descripción y clasificación científica de los vegetales.[9]

## Obras
- Pythagoreans and Eleatics: An account of the interaction between the two opposed schools during the fifth and early fourth centuries B.C, Cambridge University Press, 1948.
- Mountain Flowers (con Max Walters), Collins, 1956 {ISBN 0002131420}
- Presocratic Philosophers: A Critical History with a Selection of Texts (con G. S. Kirk), Cambridge University Press, 1957. (Trad. española Los filósofos presocráticos. Historia crítica con selección de textos. Traducción de Jesús García Fernández, Madrid, Editorial Gredos, 1970, 2ª edic. 1987 (Biblioteca Hispánica de Filosofía, 63). ISBN 84-249-1249-7)
- Plato's Thought in the Making: a Study of the Development of His Metaphysics, Cambridge University Press, 1965.
- A Botanist's Garden, Collins, 1971 {ISBN 0002110989}
- Pythagoreans and Eleatics, Ares Pub., 1981 {ISBN 0890053677}
- Plants and Plant Lore in Ancient Greece. Oxford: Leopard's Head Press, 2000 {ISBN 0904920402}